# 아마존왕지네
아마존왕지네(Amazonian giant centipede) 또는 페루왕지네(Peruvian giant centipede)는 학명은 스콜로펜드라 기간테아(Scolopendra gigantea)이며, 몸길이는 30cm 이상으로 자라 왕지네속에서 가장 큰 종으로 꼽힌다. 남아메리카와 캐리비안의 곳곳에서 발견되며, 적절한 크기의 절지동물, 양서류, 포유류, 파충류까지 닥치는 대로 잡아먹는다. 지네 애호가들에게 큰 인기가 있는 애완동물이다. 그러나 겁을 잘 먹으며 매우 공격적이므로 주의해야 한다.
참고로 본 종의 최대 길이는 42cm로 기네스북에 등재되어 있다.